# أنتونيو سالاندرا
أنتونيو سالاندرا (بالإيطالية: Antonio Salandra)‏ سياسي إيطالي (13 أغسطس 1853-9 ديسمبر 1931) تولى رئاسة الحكومة في إيطاليا من 21 مارس 1914 إلى 18 يونيو 1916.
كانت إيطاليا مرتبطة مع الإمبراطورية الألمانية ومع الإمبراطورية النمساوية المجرية في اتفاقية تحالف منذ عام 1882 اسمها الحلف الثلاثي. لكن عندما اندلعت الحرب العالمية الأولى صيف عام 1914، بقيت حكومة سالاندرا على الحياد، وكان سلفه جيوفاني جوليتي يؤيد استمرار البقاء على الحياد (بسبب محدودية الإمكانيات العسكرية لإيطاليا). لكن سالاندرا ووزير خارجيته سيدني سونينو (وهو رئيس وزراء سابق) كانا يتباحثان سراً مع فرنسا، وبريطانيا حول دخول إيطاليا الحرب إلى جانبهم مقابل إعطائهم أراضي من الإمبراطورية النمساوية المجرية حال انتصارهم عليها.
لم يكمل سالاندرا مسيرة الحرب إذ استقال في يونيو 1916، وبالرغم من أن إيطاليا حصلت في النهاية على ما أرادت، إذ حصلت على أقاليم من تلك الإمبراطورية، منها جزء من إقيلم التيرول، لكن الثمن كان باهظاً للغاية، إذ خسرت إيطاليا في الحرب أكثر من مليوني جندي من قتيل، وجريح، وأسير، ومفقود، ومن هؤلاء المليونين كان هناك حوالي 650,000 قتيلاً.

## وفاته
توفي في روما عام 1931.

## روابط خارجية
- أنتونيو سالاندرا على موقع الموسوعة البريطانية (الإنجليزية)